# Comărești, Storojineț
Comărești (în ucraineană Комарівці, transliterat Komarivți și în germană Komarestie) este un sat reședință de comună în raionul Storojineț din regiunea Cernăuți (Ucraina). Are 1,135 locuitori, preponderent ucraineni.
Satul este situat la o altitudine de 374 metri, se află pe malul râului Siretul Mare, în partea de nord a raionului Storojineț.

## Istorie

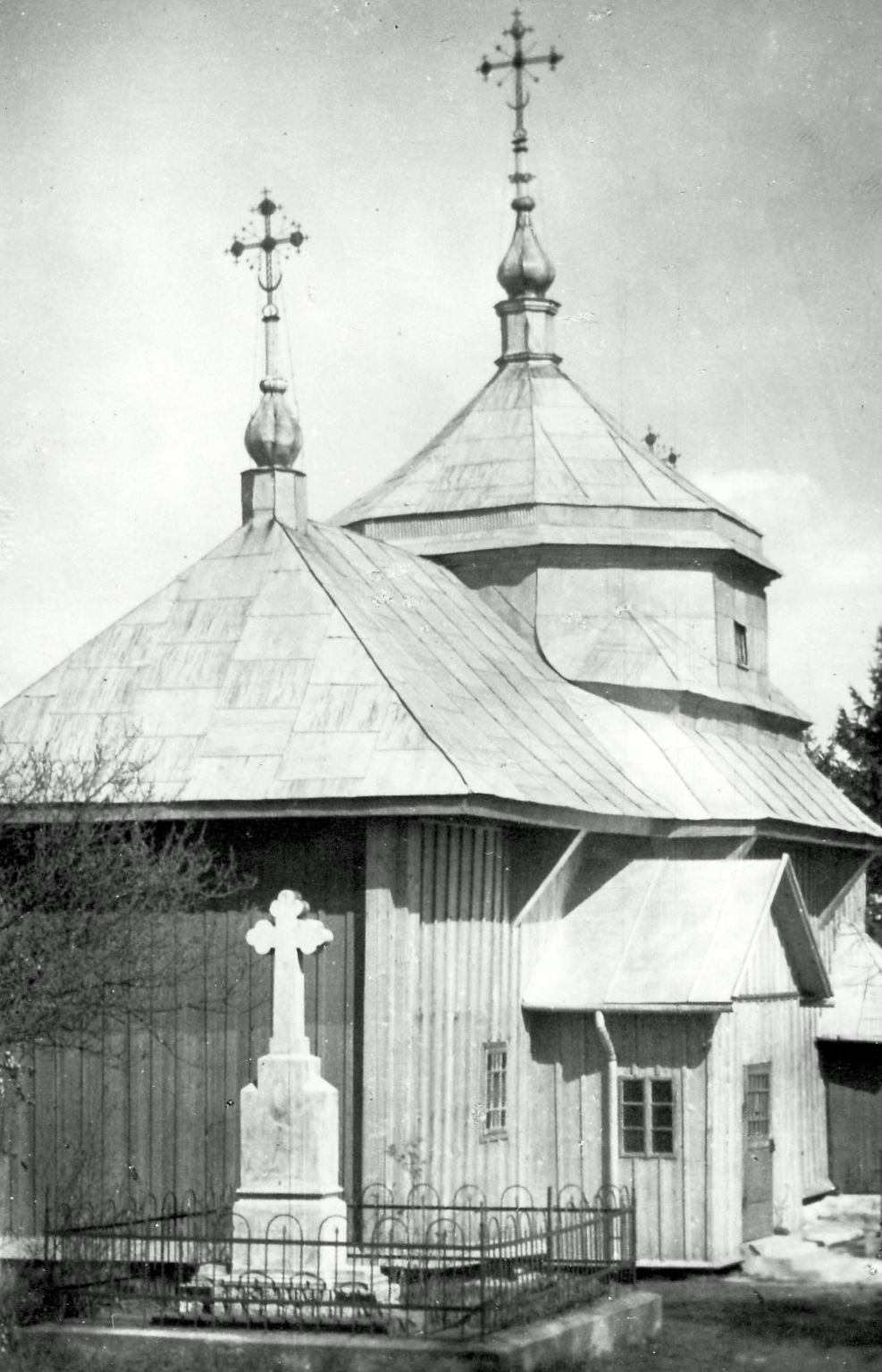
Biserica „Adormirea Maicii Domnului” clădită în 1812

Localitatea Comărești a făcut parte încă de la înființare din regiunea istorică Bucovina a Principatului Moldovei. În ianuarie 1775, ca urmare a atitudinii de neutralitate pe care a avut-o în timpul conflictului militar dintre Turcia și Rusia (1768-1774), Imperiul Habsburgic (Austria de astăzi) a primit o parte din teritoriul Moldovei, teritoriu cunoscut sub denumirea de Bucovina. După anexarea Bucovinei de către Imperiul Habsburgic în anul 1775, localitatea Comărești a făcut parte din Ducatul Bucovinei, guvernat de către austrieci, făcând parte din districtul Storojineț (în germană Storozynetz). 
După Unirea Bucovinei cu România la 28 noiembrie 1918, satul Comărești a făcut parte din componența României, în Plasa Flondoreni a județului Storojineț. Pe atunci, majoritatea populației era formată din ucrainieni.
Ca urmare a Pactului Ribbentrop-Molotov (1939), Bucovina de Nord a fost anexată de către URSS la 28 iunie 1940. Bucovina de Nord a reintrat în componența României în perioada 1941-1944, fiind reocupată de către URSS în anul 1944 și integrată în componența RSS Ucrainene. Școala cu predare în limba română din satul Comărești a fost închisă de către autoritățile sovietice după cel de-al doilea război mondial.
Începând din anul 1991, satul Comărești face parte din raionul Storojineț al regiunii Cernăuți din cadrul Ucrainei independente. Conform recensământului din 1989, numărul locuitorilor care s-au declarat români plus moldoveni era de 9 (8+1), adică 0,81% din populația localității . În prezent, satul are 1.135 locuitori, preponderent ucraineni.

## Demografie
Componența lingvistică a comunei Comărești
     Ucraineană (99,03%)
     Alte limbi (0,97%)
Conform recensământului din 2001, majoritatea populației comunei Comărești era vorbitoare de ucraineană (99,03%), existând în minoritate și vorbitori de alte limbi.
1989: 1.113 (recensământ)
2007: 1.135 (estimare)

## Recensământul din 1930
Componența etnică a comunei Comărești (județul Storojineț)
     Români (80,23%)
     Evrei (3,25%)
     Ruteni (13,26%)
     Polonezi (2,77%)
     Altă etnie (0,49%)
Componența confesională a comunei Comărești
     Ortodocși (90,61%)
     Romano-catolici (3,61%)
     Mozaici (3,4%)
     Greco-catolici (1,88%)
     Baptiști (0,5%)
Conform recensământului efectuat în 1930, populația comunei Comărești se ridica la 1.907 locuitori. Majoritatea locuitorilor erau români (80,23%), cu o minoritate de evrei (3,25%), una de ruteni (13,26%) și una de polonezi (2,77%). Alte persoane s-au declarat: germani (5 persoane) și ruși (4 persoane). Din punct de vedere confesional, majoritatea locuitorilor erau ortodocși (90,61%), dar existau și romano-catolici (3,61%), mozaici (3,40%), greco-catolici (1,88%) și baptiști (0,5%).